# Punk in Brasilien
Punk in Brasilien gibt es als Musikstil seit Ende der 1970er Jahre. Er entwickelte sich seit Anfang der 1980er Jahre zur heutigen Subkultur.

## Geschichte

### Bis 1982

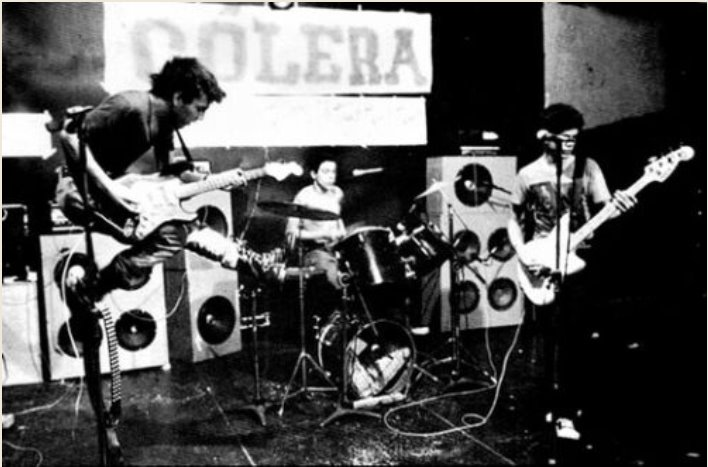
Cólera in São Paulo (1985)

Punkrock wurde als Musikstil im Zuge seiner Kommerzialisierung Ende der 1970er Jahre auch in Brasilien bekannt. Insbesondere im ABC Paulista, den industriellen Vorstädten der Metropole São Paulo, entstand allmählich ein stärkeres Interesse an Rockmusik im Allgemeinen, und unter einigen Jugendlichen an Punk im Besonderen. Dies war zum einen eine Abgrenzung zu den Musikstilen der brasilianischen Musik inklusive des als intellektuell und bürgerlich abgelehnten Bossa Nova und anderen Stilen der Música Popular Brasileira, zum anderen eine Reaktion auf das angespannte gesellschaftliche Klima unter der herrschenden brasilianischen Militärdiktatur. Nach einem vorangegangenen wirtschaftlichen Boom seit den 1960er Jahren, zeigte Brasilien seit Mitte der 1970er Jahre immer stärkere Anzeichen einer Krise, mit steigender Arbeitslosigkeit und wachsenden sozialen Spannungen, insbesondere in den expandierenden Industrievorstädten.
Bereits mit der Verbreitung der Musik von Gruppen wie MC5, New York Dolls und The Stooges formierten sich einige Gangues genannte Jugendgruppen, die ihre Vorliebe für die Musik und das rebellische Auftreten der Musiker, und ein Wunsch nach Abgrenzung von der Mehrheitsgesellschaft vereinte. Das Interesse setzte sich in der Folge mit der Musik von Namen wie DMZ, Patti Smith oder New York Dolls fort. Der spätere Inocentes-Musiker Clemente beispielsweise war 1976 Teil einer solchen Gangue im Vila Carolina-Viertel in São Paulo, die sich von der Música Popular Brasileira und dem Mainstream-Rock bekannter Bands wie Deep Purple oder Black Sabbath gleichermaßen abgrenzten. Mit dem medialen Bekanntwerden der Sex Pistols 1977 auch in Brasilien begannen einige der Gangues sich nun für Punk zu interessieren. Erste Punkbands formierten sich seit 1978, mit Namen wie AI-5, Condutores de Cadáver (dt.: Leichenfahrer), Cólera oder Restos de Nada (dt.: Reste von Nichts). Auch in anderen Landesteilen formierten sich Punkbands, etwa Aborto Elétrico (dt.: Elektrische Abtreibung) in der Hauptstadt Brasília, Coquetel Molotov (dt.: Molotowcocktail) in Rio de Janeiro, oder Os Replicantes (dt.: Die Repliken, mit Wander Wildner) in Porto Alegre. Wichtigstes Zentrum des Punks in Brasilien blieb jedoch, bis heute, der Großraum von São Paulo, bedingt durch seine Größe als bevölkerungsreichstes städtisches Agglomerat und wirtschaftlich bedeutendster Bundesstaat des Landes.

### 1982–1989

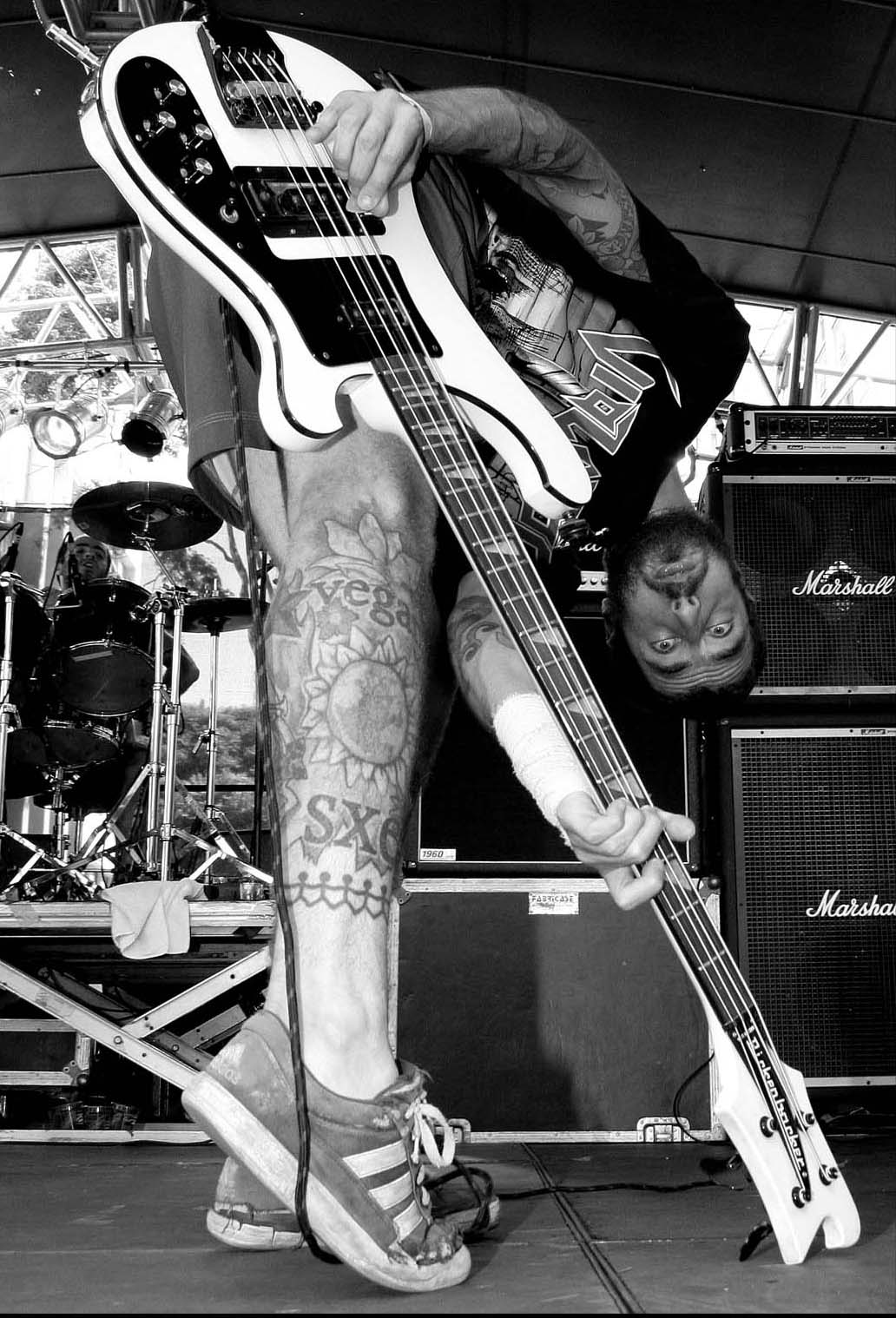
Ratos de Porão in São Paulo (2007)

Im Großraum São Paulo existierten einige Dutzend Punkbands, als 1982 die regionale Presse über deren zunehmenden, noch kleinen Konzerte zu berichten begann. Zu den bekanntesten Gruppen zählten Inocentes (dt.: Die Unschuldigen), Olho Seco (dt.: Trockenes Auge), Cólera (dt.: Cholera), Lixomania, Fogo Cruzado (dt.: Kreuzfeuer), Hino Mortal (dt.: Todeshymne), Ratos de Porão (dt.: Kellerratten), Ulster, Anarcoólatras, und Submundo, aus der 1982 die Oi!-Band Garotos Podres hervorging.  Auch drei rein weiblich besetzte Bands waren darunter, Skizitas (lautmalerisch für Esquisitas, dt.: die Seltsamen), Zona X, und Banda Sem Nome (dt.: Band ohne Namen). Die Bandnamen spiegelten die pessimistischen Zukunftserwartungen, aber auch den rauen Humor und die aggressive Stimmung wider, die unter den Punks herrschten. Diese kamen aus der unteren Mittelschicht und waren zumeist einfache Angestellte in Büros, Läden und Behörden, oder Arbeiter in den Industriebetrieben.

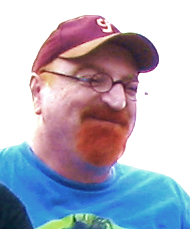
Kid Vinil (2012), bekannter Radiomoderator und früherer Punkmusiker

Im April 1982 wurde die erste Schallplatte mit brasilianischem Punkrock unter dem Titel Grito Suburbano (dt. etwa: Schrei aus der Vorstadt) veröffentlicht. Erschienen in einer ersten Auflage von 1.000 Stück auf dem Independent-Label Punk Rock Records, des gleichnamigen Schallplattenladens des Olho Seco-Sängers Fábio, enthielt die LP 12 Stücke, von den drei Bands Olho Seco, Inocentes und Cólera. Daraufhin gewann die Szene weiter Aufwind. Mit Factor Zero (dt.: Faktor Null), Vix Punk und SP Punk (meint: São Paulo Punk) entstanden in der Folge Fanzines in der Szene, und mit der Fernsehdokumentation Garotos do Subúrbio (dt.: Jungs der Vorstadt), vom heute bekannten Regisseur Fernando Meirelles gedreht und nach einem Inocentes-Lied benannt, wurde die wachsende Punkszene im Land weiter bekannt. Der bekannte Radiomoderator Kid Vinil wurde erst ein begeisterter Anhänger und dann aktiver Musiker des Punk, und die Zeitung O Estado de S. Paulo veröffentlichte seit Mitte 1981 unter dem Titel Geração Abandonada (dt.: Verlassene Generation) eine Reihe von Artikeln über Punk, die teils heftige Reaktionen von Punkern und in der Folge erhöhte Aufmerksamkeit und differenziertere Berichterstattung der Zeitungen auslösten. Schätzungen schwankten nun zwischen 3.000 und 8.000 Punks im Großraum São Paulo, und die Nachrichtenmagazine Veja und IstoÉ berichteten über sie, wonach in der Folge in allen regionalen und vielen landesweiten Medien Berichte über sie erschienen.
Im September 1982 erschien die zweite brasilianische Punkplatte, die Dreifach-7"-EP Violência & Sobrevivência (dt.: Gewalt und Überleben) der Band Lixomania (dt.: Müll-Manie). Am 27. und 28. November 1982 fand mit dem O Começo do Fim do Mundo (dt.: Der Beginn des Endes der Welt) im Kulturzentrum SESC Pompéia das erste große Punkfestival in Brasilien statt. 20 Bands sowohl aus São Paulo als auch aus dem ABC spielten an zwei Tagen. In dem Rahmen wurden auch Fotos, Videos und Zeichnungen gezeigt, der Punk Rock Records-Laden war mit einem Stand präsent, und ein gleichnamiger LP-Sampler mit je einem Stück der Bands war im Vorfeld veröffentlicht worden. 3.000 Besucher kamen an den zwei Tagen. Während es am ersten Tag keine Zwischenfälle gab, eskalierte am zweiten die Gewalt zwischen rivalisierenden Punkgangs aus São Paulo und dem ABC. Massive Einsatzkräfte der Polícia Militar beendeten das Festival mit Gewalt.
In der Folge verschlechterte sich das in Brasilien zuvor verbesserte öffentliche Ansehen der Punks wieder, und äußerlich als solche erkennbare Menschen zogen die Aufmerksamkeit der Polizei auf sich, mit folgenden Repressionen wie Gewahrsamnahmen. Dennoch wuchs die Szene weiter. Das erste Album der Band Garotos Podres wurde 1985 die erste landesweit vertriebene Punkplatte in Brasilien und verkaufte über 50.000 Exemplare, und 1986 veröffentlichte die Band Inocentes die erste brasilianische Punkplatte auf einem Major-Label.

### Seit 1989

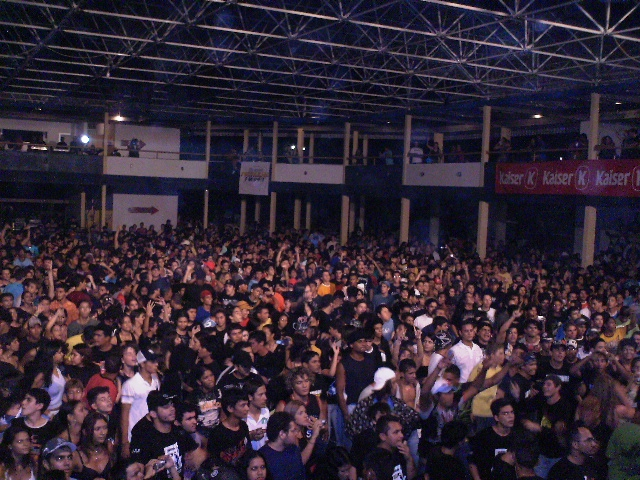
Konzert der Raimundos in Roraima 2006

Nach dem Ende der Militärdiktatur 1985 und der von Korruptionsvorwürfen gekennzeichneten Präsidentschaft Collor de Mellos (1990–1992), dem ersten demokratisch gewählten Präsident seit der Diktatur, befand sich Brasilien in einer schweren wirtschaftlichen und in der Folge auch sozialen Krise. Einerseits beflügelte die neue Freiheit und das Klima der sozialen Probleme die Punkszene weiter, anderseits beschränkten die wirtschaftlichen Zwänge ihre Aktivitäten, etwa bei der Veröffentlichung von Tonträgern oder Fanzines. Mit der wirtschaftlichen Erholung insbesondere seit der Präsidentschaft Fernando Henrique Cardosos ab 1995 ging dann auch eine verstärkte Veröffentlichung von Punkmusik einher. Parallel erlebte der Punk in Brasilien eine Vielfalt von Entwicklungen und in der Folge stark gestiegenes Interesse unter der Jugend und musikinteressierten Menschen des Landes. Das Aufkommen des Internets beflügelte den Austausch von Informationen und den persönlichen Kontakt in der wachsenden Szene besonders. Einige Bands konnten dabei hohe Verkaufszahlen erreichen, etwa Raimundos, Planet Hemp, oder die Detonautas. Auch stärker Szene-verbundene Bands, wie CPM 22 oder Dead Fish, erreichten nennenswerte Bekanntheit außerhalb der Punkszene. Ein weiterer bedeutender Faktor wurden Konzertclubs, die verstärkt Punkkonzerte veranstalteten. In São Paulo ist dabei insbesondere der Hangar 110 zu nennen, der 1998 von Marco Badin eröffnet wurde, einem ehemaligen Musiker der frühen Punkband Anarcoólatras. In Rio de Janeiro war die Garagem (dt.: Garage) von Bedeutung, und in Curitiba wurde der Konzertclub 92 Graus (dt.: 92 Grad) überregional bekannt. Erstmals tourten nun auch international bekannte Bands regelmäßig durch Brasilien. Neben der Vielzahl alter, bekannter Punkbands spielten nun auch zunehmend aktuelle Bands der internationalen Szene in Brasilien. So tourten aus Deutschland beispielsweise The Gee Strings oder Rasta Knast mehrmals durch Brasilien.

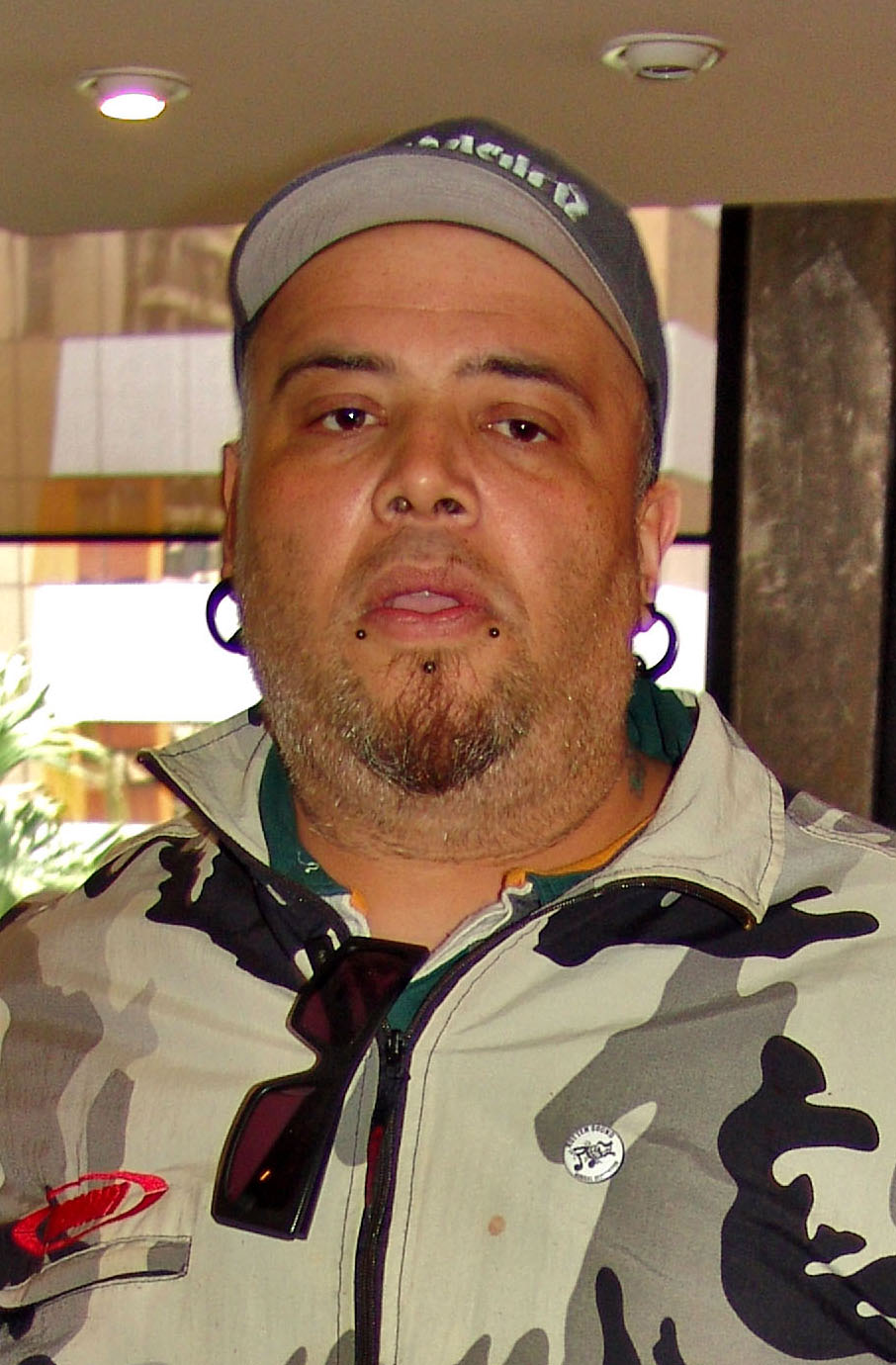
João Gordo (2007), Sänger der Ratos de Porão und bekannter Fernsehmoderator

Gruppen wie Gritando HC, Blind Pigs, Holly Trees, Zumbis do Espaço, Flicts, Dead Fish, Street Bulldogs, oder die auch international bekannten Agrotóxico waren einige der Bands, die für die verschiedenen Fraktionen der Punkszene in und um São Paulo seit den 1990er bedeutend wurden, und für eine Vielzahl von Aktivitäten verantwortlich waren. Eine der aktivsten Persönlichkeiten der Punkszene in Brasilien wurde ab Mitte der 1990er Jahre Fábio "Nenê" Altro aus São Paulo. Er betrieb und betreibt mehrere Labels (darunter mit Teenager In A Box Records sein bedeutendstes), gab mehrere Fanzines heraus (darunter mit Antimidia sein einflussreichstes), und war Mitglied verschiedener Bands, darunter die bekannt gewordene Emopunk-Band Dance of Days, und die sehr schnellen Hardcore und Anarcho-HC spielende Band Sick Terror, bei der er als Sänger mit spektakulärer Bühnenpräsenz auch auf Europatouren für Aufsehen sorgte. Er ist zudem Buchautor, und einer der bedeutendsten Aktivisten der Straight-Edge-Subkultur in Brasilien. Aber auch der Olho Seco-Sänger und Inhaber des traditionsreichen Punk Rock-Schallplattenladens in São Paulo, Fábio,  konnte in der Zeit weiterhin Impulse setzen. So trat er, durch Mitglieder u. a. der Band Agrotóxico verstärkt, als Olho Seco auch international auf. Von den älteren Bands tourten auch Cólera und Garotos Podres mehrmals international, Ratos de Porão sogar sehr häufig.

## Heute
Bis heute blieb die Punkszene in Brasilien aktiv und breit gefächert. Auch wenn es Punk in allen städtisch geprägten Regionen in Brasilien gibt, so sind weiterhin die Großstädte und ganz allgemein die küstennahen Zonen von Südbrasilien bis Rio de Janeiro und Espírito Santo die Gegenden mit den aktivsten lokalen Punkszenen, zudem ist die Hauptstadt Brasília zu nennen. Wichtigster Impulsgeber der brasilianischen Szene ist jedoch weiterhin die Szene in und um São Paulo, gefolgt von Curitiba und Rio. Ähnlich wie in Europa oder Nordamerika ist auch die Szene in Brasilien mit einer relativen Alterung konfrontiert, auch wenn weiter neue Bands entstehen und junge Menschen zum Punk kommen. Bisher blieb die Punkszene Brasiliens daher sehr lebendig. Zudem hat sich die Szene weiter konsolidiert. Städte wie São Paulo oder Rio de Janeiro sind heute übliche Stationen auch für internationale Punkbands. Und durch die häufigen Touren brasilianischer Bands vor allem in Europa und den USA, und durch die zahlreichen internationalen Veröffentlichungen brasilianischer Bands hat Punk in Brasilien zudem seinen früheren Exotenstatus abgelegt. Vor allem in Curitiba und Rio de Janeiro, ganz besonders aber im Großraum São Paulo ist die Struktur der Szene weitgehend vergleichbar mit denen Europas und Nordamerikas.

## Videos
- Botinada: A Origem do Punk no Brasil; Dokumentarfilm 2006, Regie: Gastão Moreira (2006 als DVD veröffentlicht)
- Rota ABC; dokumentarischer Kurzfilm 1991, Regie: Francisco César Filho
- Punks; 1983, Regie: Sarah Yakhni und Alberto Gieco
- Punk São Paulo; TV-Dokumentarfilm 1982, Regie: Álvaro Roberto Barbosa
- Pânico em SP; Kurzfilm 1982, Regie: Mário Dalcêndio Jr.
- Garotos do Subúrbio Dokumentarfilm 1982, Regie: Fernando Meirelles